# Évian-les-Bains
Évian-les-Bains (früher italienisch Eviano) ist eine französische Stadtgemeinde im Département Haute-Savoie in der Region Auvergne-Rhône-Alpes. Sie liegt am Südufer des Genfersees und hat 9224 Einwohner (Stand 1. Januar 2022). Évian ist die Hauptstadt eines 15 Gemeinden umfassenden Kantons und ist vom See und Bergen umgeben. Auf dem Gebiet der westlichen Nachbargemeinde Publier wird das weltbekannte Evian-Mineralwasser abgefüllt.

## Geografie

### Lage
Die Stadt liegt am Südufer des Genfersees im französischen Teil der Region Chablais. Das Gemeindegebiet erstreckt sich über eine Länge von etwa vier Kilometer dem See entlang und hat eine Fläche von 4,29 km². Südlich der Stadt gehört eine Fläche am sanft ansteigenden Berghang zum Stadtgebiet, das im unteren Teil fast vollständig überbaut ist und im oberen Abschnitt mehrere Waldflächen aufweist. Von den Quartieren am Genfersee, die sich auf 374 Meter über Meer befinden, steigt das Stadtgebiet bis zum höchsten Punkt bei Scionnex auf 775 Meter über Meer.

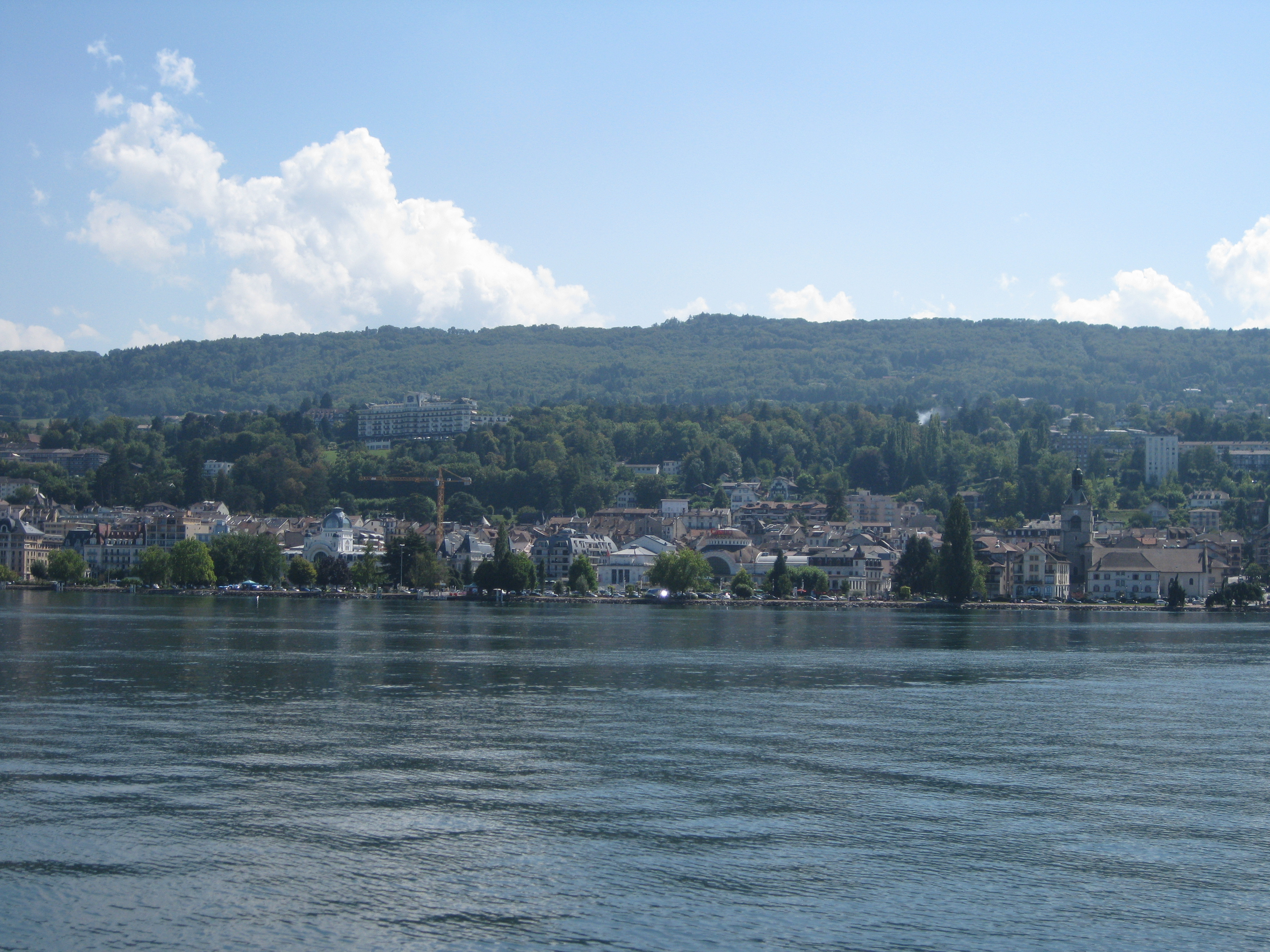
Évian-les-Bains von Genfersee aus gesehen

Évian-les-Bains liegt 45 Kilometer östlich von Genf, 66 Kilometer (Landweg) von Lausanne sowie 85 Kilometer von der Departementshauptstadt Annecy entfernt. Die Stadt liegt in einer Distanz von 12 Kilometern direkt gegenüber der Stadt Lausanne.
Der Berg über Évian-les-Bains bildet den nordwestlichen Ausläufer der Bergkette südlich des Chablais, die das obere Genferseebecken und das Walliser Rhonetal vom Abondancetal und dem Tal der Dranse trennt.
Im Osten von Évian-les-Bains liegt die Gemeinde Neuvecelle, im Westen Publier und im Süden Larringes.

### Natur
Um das natürliche Einzugsgebiet des Mineralwassers von Évian-les-Bains vor Verunreinigungen zu schützen, riefen die Gemeinden der Region und die Betreiberin der Mineralquelle 1992 die Gesellschaft Association de protection de l’impluvium des eaux minérales d’Évian ins Leben. Das Feuchtgebiet am Berghang ist seit 2009 ein Vogelschutzgebiet gemäß der Ramsar-Konvention.
Der Landschaftspark Jardin d’eau de pré curieux ist ein geschütztes Naturareal von 3,5 Hektar Größe am Genfersee in den Gemeinden Évian-les-Bains und Publier. Der Park ist für Besucher nur über den See mittels eines besonderen solargetriebenen Bootes zu erreichen.
Évian-les-Bains zählt zu den herausragenden französischen Städten des Concours des villes et villages fleuris.

## Name
Der Ortsname wird erstmals in einer Urkunde von 150 erwähnt. Er lautet in mittelalterlichen Quellen lateinisch Aquianum (1150), Aquiano (1219) und frankoprovenzalisch Ayviens (1420). Die Bezeichnung bedeutet «Ort, wo Wasser vorkommt.» Lateinisch aqua wurde in der frankoprovenzalischen Sprache zu Eve und so entstand die mundartliche Form Évyan oder auch Èvian. Den Namenszusatz les-Bains erhielt der Ortsname offiziell mit einem Beschluss vom 28. Januar 1865.

## Geschichte

Strassenansicht mit dem Tor und einem Teil der Kuppel des Établissement Thermal, 1913

Die Ortschaft lag am alten Pilgerweg von Genf durch das Chablais zum Kloster Saint-Maurice. Sie war seit dem Bau einer Burg im 13. Jahrhundert eine Residenz der Grafen von Savoyen und entwickelte sich mit der Verleihung einer Freiheitsurkunde 1265 durch Graf Peter II. von Savoyen zur Stadt. Das Dokument erwähnt unter anderem den traditionell bereits an dieser Stelle abgehaltenen Markt. 1279 ergänzte Graf Philipp die städtische Freiheit um das Recht, selbst einen Stadtrat wählen zu dürfen.
Von 1536 bis 1569 stand Évian unter der Herrschaft der Walliser. Mit dem Vertrag von Thonon 1569 gaben die Walliser den westlichen Teil des Chablais dem Herzog Emanuel Philibert von Savoyen zurück.
1789 wurde die Heilkraft des Wassers von Évian entdeckt und bald begann das Bäderzeitalter. 1823 gründete der Genfer Fauconnet die Société des eaux minérales d'Évian, welche die beiden Quellen kaufte. Badeanstalten entstanden ab 1824. Im 19. Jahrhundert entstanden die großen Herbergen Hôtel des Bains, Hôtel des Quatre Saisons, Hôtel de France, Hôtel des Alpes und weitere.
Als um 1860 das politische Schicksal Savoyens zur Debatte stand, sprachen sich auch in Évian zahlreiche Bürger dafür aus, das Land als neuen Kanton der Schweiz anzuschließen. Doch kam diese politische Neuorientierung nicht zustande, und schließlich fiel die Stadt zusammen mit ganz Savoyen an Frankreich. 1864 wurde die Ortschaft in Évian-les-Bains umbenannt. Ab 1869 entstanden neue Trinkhallen, weitere Hotels und ein Casino.
1878 erhielt das Mineralwasser von Evian auf der Pariser Weltausstellung eine Auszeichnung und wurde so weltweit bekannt.

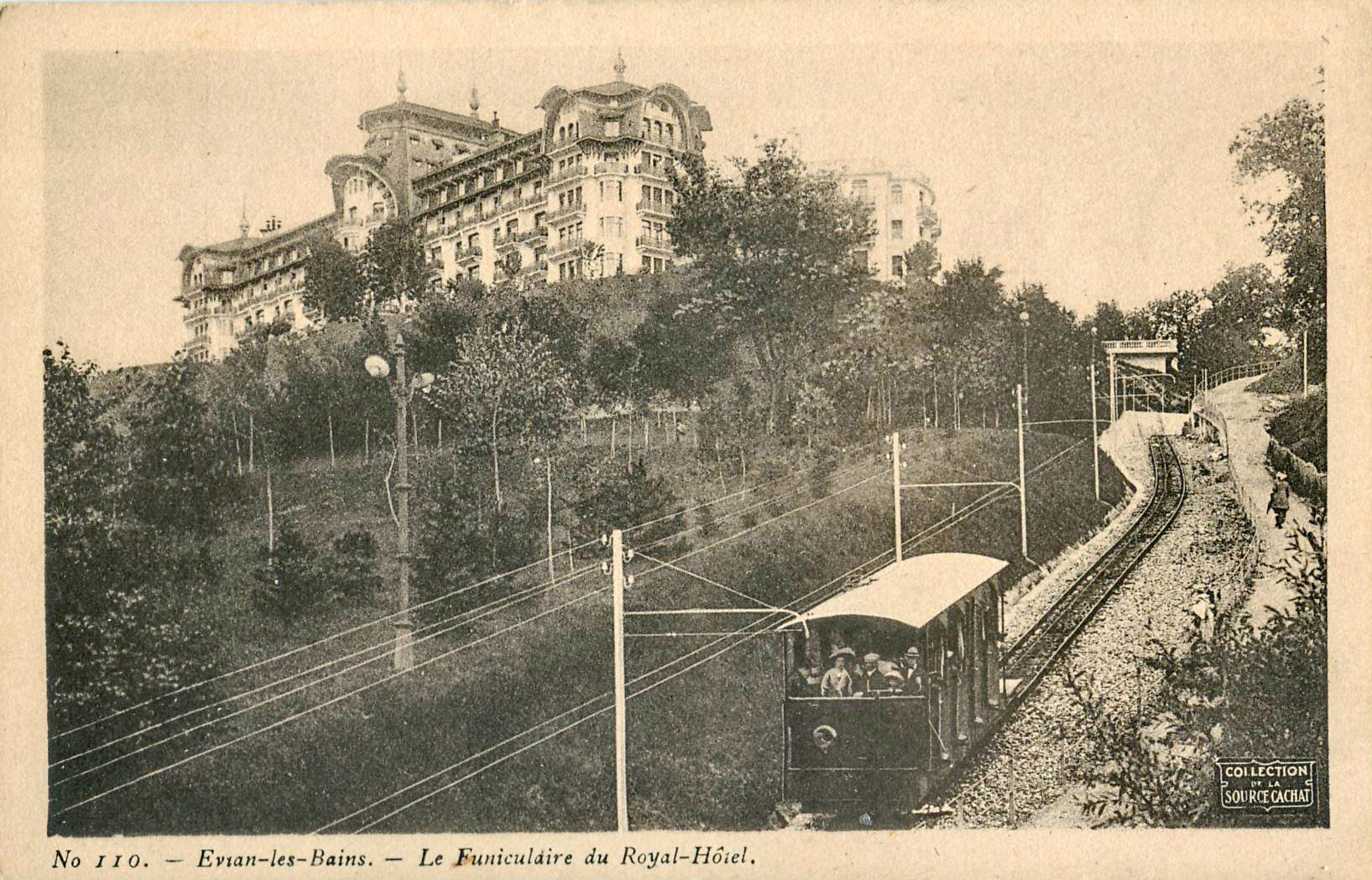
Standseilbahn von Évian beim Hotel Royal

Zu Beginn des 20. Jahrhunderts war Évian Treffpunkt der Hautevolee aus aller Welt. 1907 fand die Eröffnung des Hôtels Royal statt. Einen Teil der städtischen Infrastruktur bildet die Standseilbahn, die ebenfalls 1907 eröffnet und von 1911 bis 1913 verlängert wurde. Sie wies im Vollausbau bei etwa 750 Meter Länge neben den beiden Endstationen vier weitere Haltepunkte auf, von denen zwei jeweils einem Hotel gehörten. Der Betrieb der „Funiculaire“ endete 1969 und wurde 2002 nach umfangreichen Renovierungsarbeiten wieder aufgenommen. Die Bahn verkehrt von Mitte Mai bis Mitte September; ihre Benutzung ist kostenlos.
In Évian-les-Bains stehen für Reisende mehr als zehntausend Gästebetten in rund 1500 Hotels und Herbergen zur Verfügung.

## Konferenzort
Vom 6. Juli bis zum 15. Juli 1938 trafen sich hier auf Einladung von Franklin D. Roosevelt die Vertreter von 32 Staaten und 24 Hilfsorganisationen, um über Einwanderungsquoten und mögliche Zufluchtsgebiete für jüdische Flüchtlinge aus dem Deutschen Reich zu beraten. Diese in den Geschichtsbüchern als Konferenz von Évian bezeichnete Zusammenkunft konnte sich nicht auf Einwanderungserleichterungen einigen.
1962 unterzeichneten Frankreich und Algerien das Waffenstillstandsabkommen in Évian, das den Algerienkrieg beendete. 2003 fand hier ein G8-Gipfel statt.

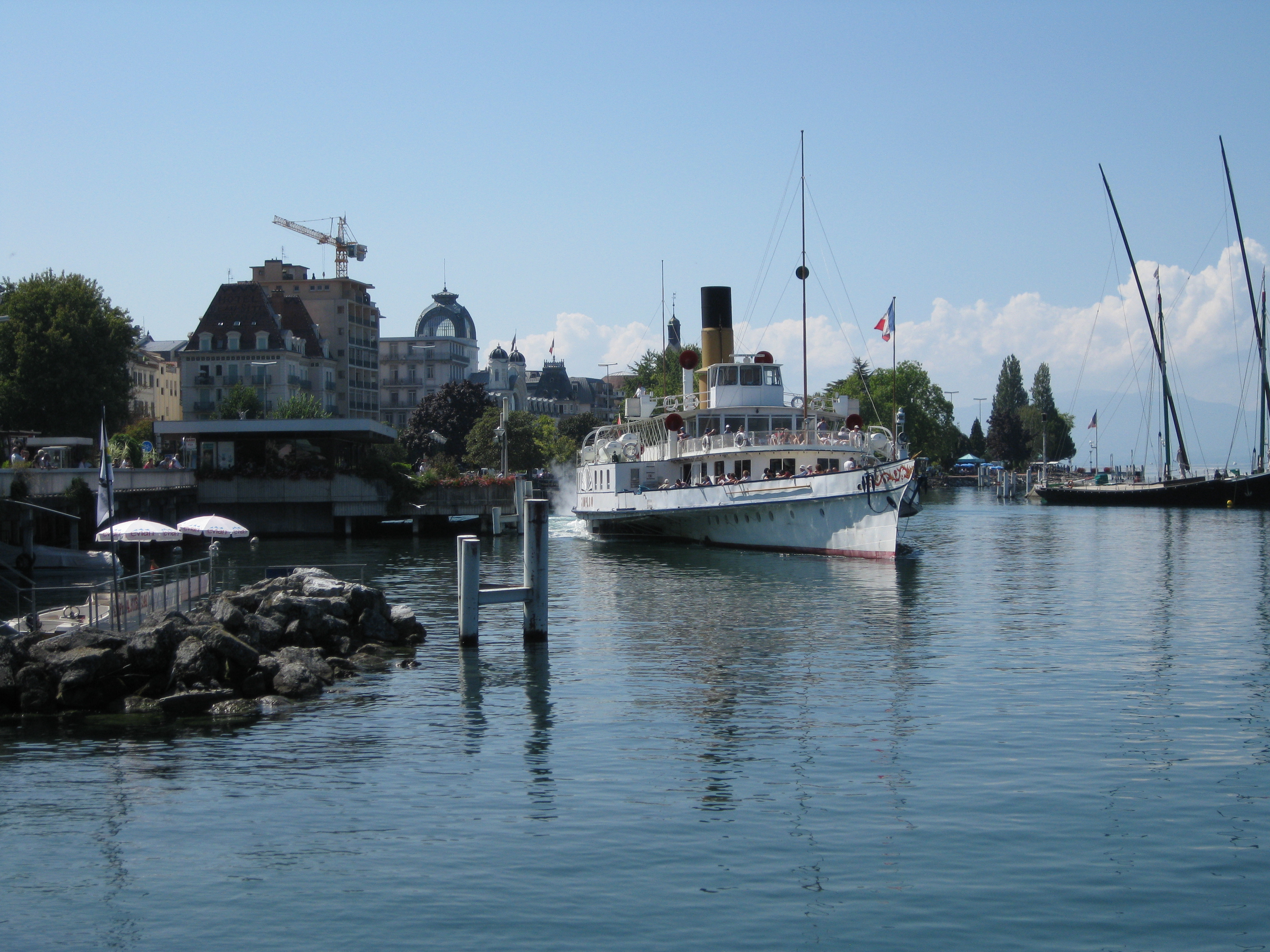
Der Raddampfer Simplon im Hafen von Évian-les-Bains

## Verkehr
Durch die Stadt verlaufen unter anderem die Départementstraßen D 24 und D 1005.
Der im Jahr 1882 eröffnete Bahnhof liegt an der Bahnstrecke Léaz–Saint-Gingolph und wird von den TER Rhône-Alpes bedient. Während der Wintersaison verkehrt zusätzlich ein TGV in Richtung Paris. Seit 2019 dient der Bahnhof von Évian-les-Bains als Endbahnhof des Schienennetzes Léman Express.
Die Standseilbahn Funiculaire d’Évian-les-Bains verbindet seit dem Jahr 1907 die Stadt mit dem Quartier des Hotels L’Ermitage in der Gemeinde Neuvecelle. Die Fahrzeuge der Bergbahn wurden von der Giesserei Bern geliefert.
Das Stadtgebiet ist mit dem Verkehrsnetz des Busbetriebs Bus urbains thononais erschlossen.
Der Hafen von Évian wird von den Schiffen der Compagnie générale de navigation sur le lac Léman bedient. Östlich der Anlegestelle befindet sich ein Bootshafen.
Der Radwanderweg ViaRhôna, der von Saint-Gingolph bis zum Mittelmeer führt, durchquert die Stadt Évian-les-Bains auf einer markierten Radspur an der Departementsstrasse

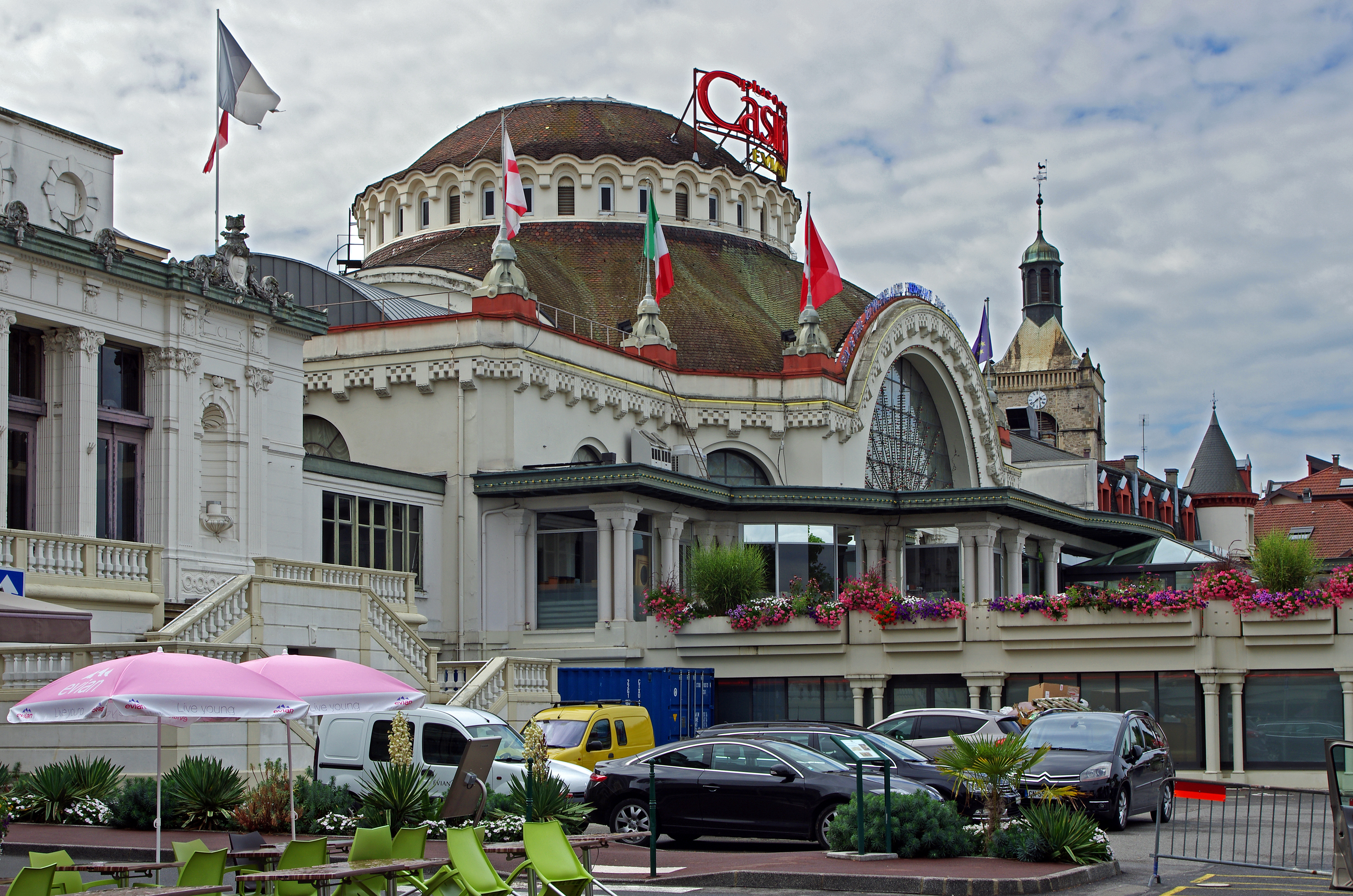
Das Casino von Évian-les-Bains

## Sehenswürdigkeiten
- Palais Lumière
- Casino d’Évian
- Kirche Notre-Dame-de-l’Assomption
- Priorat Saint-François
- Hôtel Royal
- La Grange au Lac
- Villa Lumière
- Denkmal für die Dichterin Xurşidbanu Natəvan
- Seilbahn Évian-Neuvecelle
- Stadttheater

## Sport
Es gibt mehrere Golfplätze in und um Évian-les-Bains. Jedes Jahr findet hier ein professionelles Frauen-Golfturnier, die The Evian Championship, statt.
Der französische Fußballverein FC Évian Thonon Gaillard hatte früher seinen Sitz in der Stadt, ehe er nach Thonon-les-Bains umgezogen ist.
Évian-les-Bains war das Quartier der deutschen Fußballnationalmannschaft während der 2016 in Frankreich ausgetragenen Europameisterschaft.

## Städtepartnerschaften
- Neckargemünd, Deutschland, seit 1970
- Benicàssim, Spanien, seit 1994
- Izumo, Japan, seit 2002

## Söhne und Töchter der Gemeinde
- Charles Brodbeck (1868–1944), Schweizer Turner
- Marcel Niedergang (1922–2001), Journalist und Sachbuchautor
- Berthold B. Trottnow (* 1947), Headhunter
- Marc Francina (1948–2018), Politiker
- Yves Brunier (1962–1991), Landschaftsarchitekt
- Patrick Blanc (* 1972), Skibergsteiger
- Peggy Bouchet (* 1973), Unternehmerin und Bootsfahrerin
- Aurélie Perrillat-Collomb (* 1980), Skilangläuferin
- Johann Durand (* 1981), Fußballspieler
- Cécile Storti (* 1983), Skilangläuferin
- Johann Baisamy (* 1989), Snowboarder
- Olivia Gallay (* 1989), Skirennläuferin
- Anthony Chalençon (* 1990), Para-Langläufer und Biathlet
- Nicolas Thoule (* 1990), Skirennläufer
- Hugo Nys (* 1991), Tennisspieler
- Adeline Mugnier (* 1992), Skirennläuferin
- Jade Grillet Aubert (* 1997), Freestyle-Skierin
- Camille Bened (* 2000), Biathletin

## Personen mit Bezug zur Stadt Évian-les-Bains
- Anna de Noailles (1876–1933), Schriftstellerin
- Jean Galland (1897–1967), Schauspieler
- André Simon (1920–2012), Autorennfahrer
- Bernard Cahier (1927–2008), Journalist und Fotograf

## Bilder

Évian-les-Bains
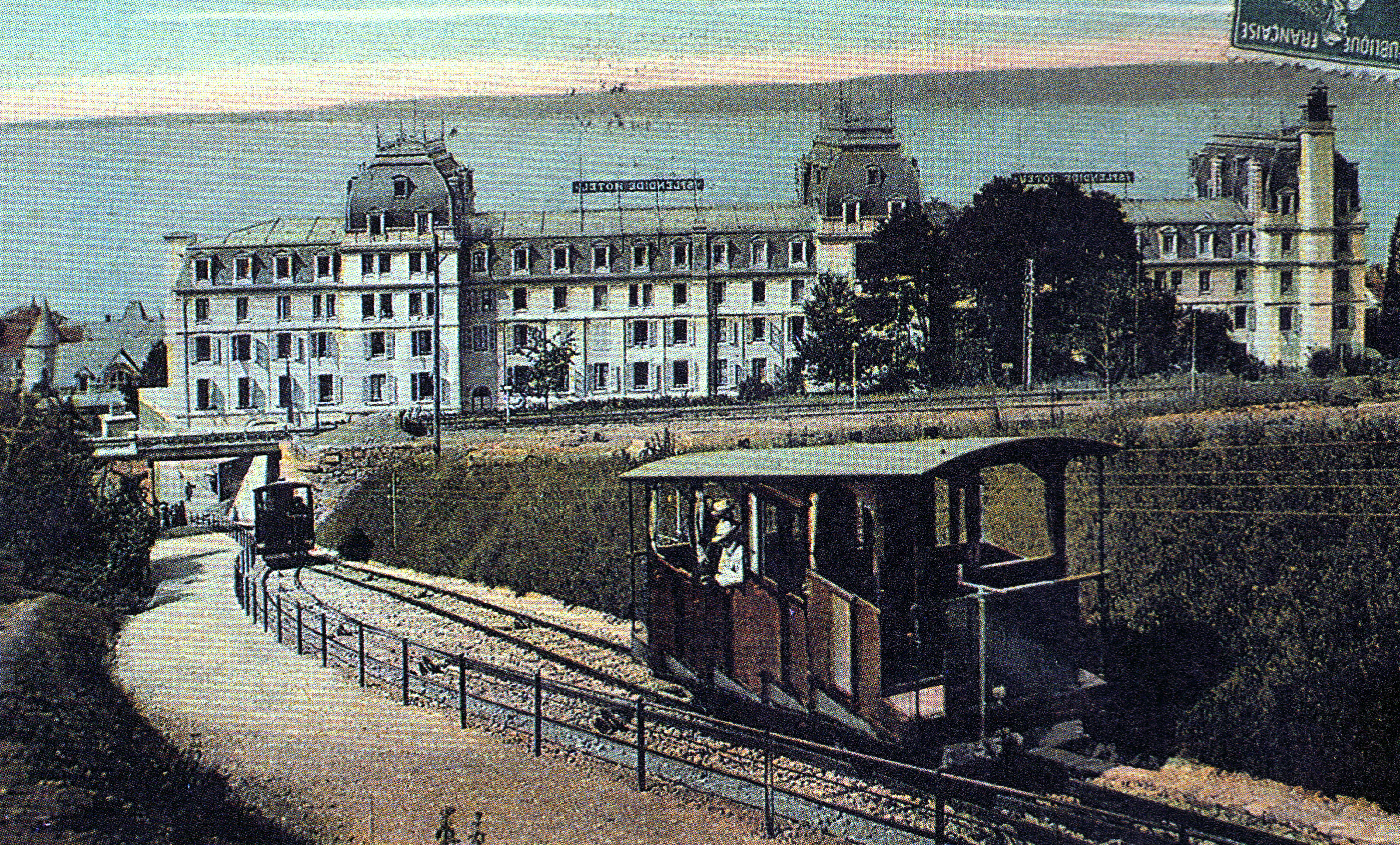
Hôtel Splendide und Standseilbahn, um 1907
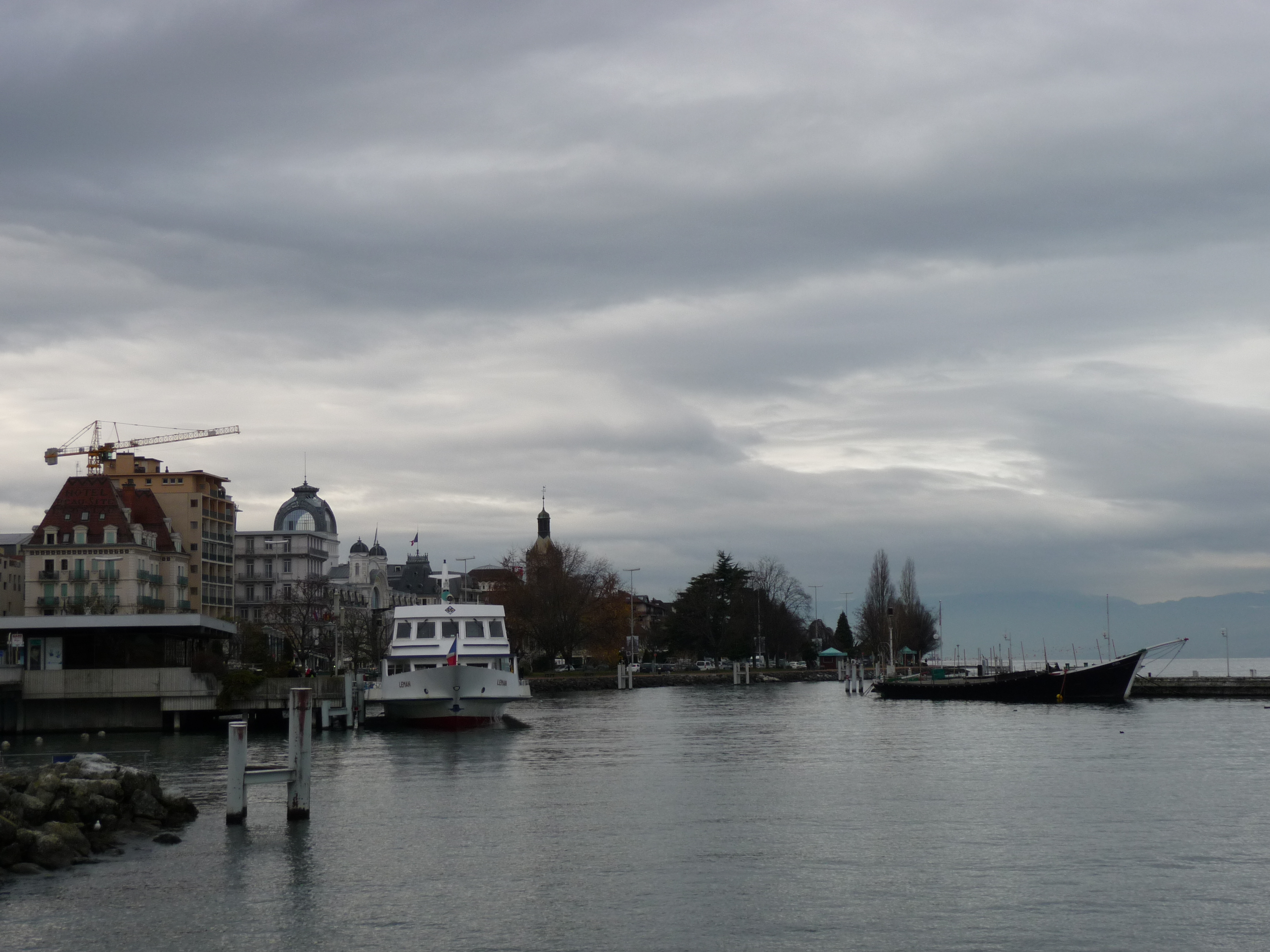
Hafen
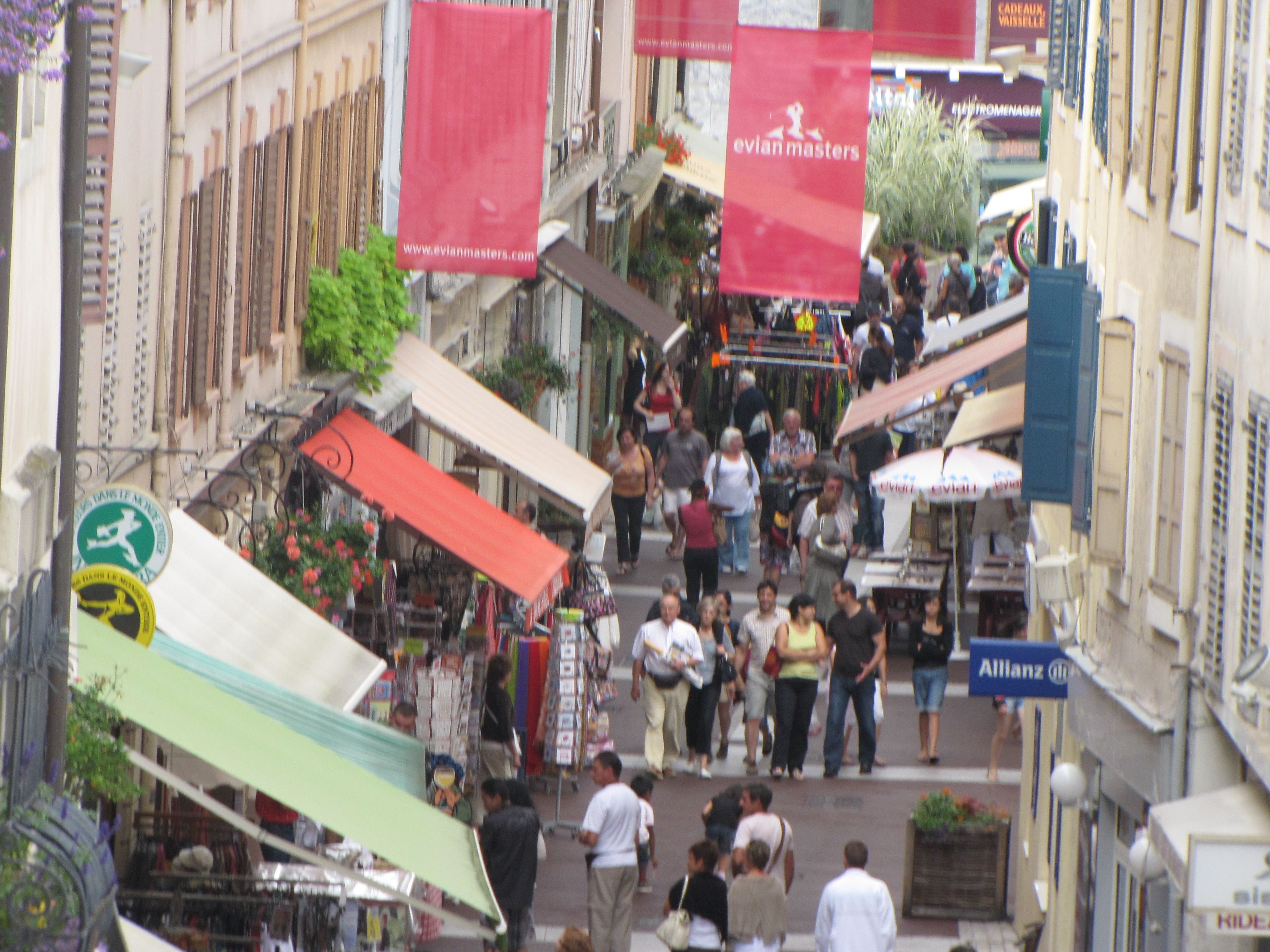
Rue Nationale